# Gotisch schrift

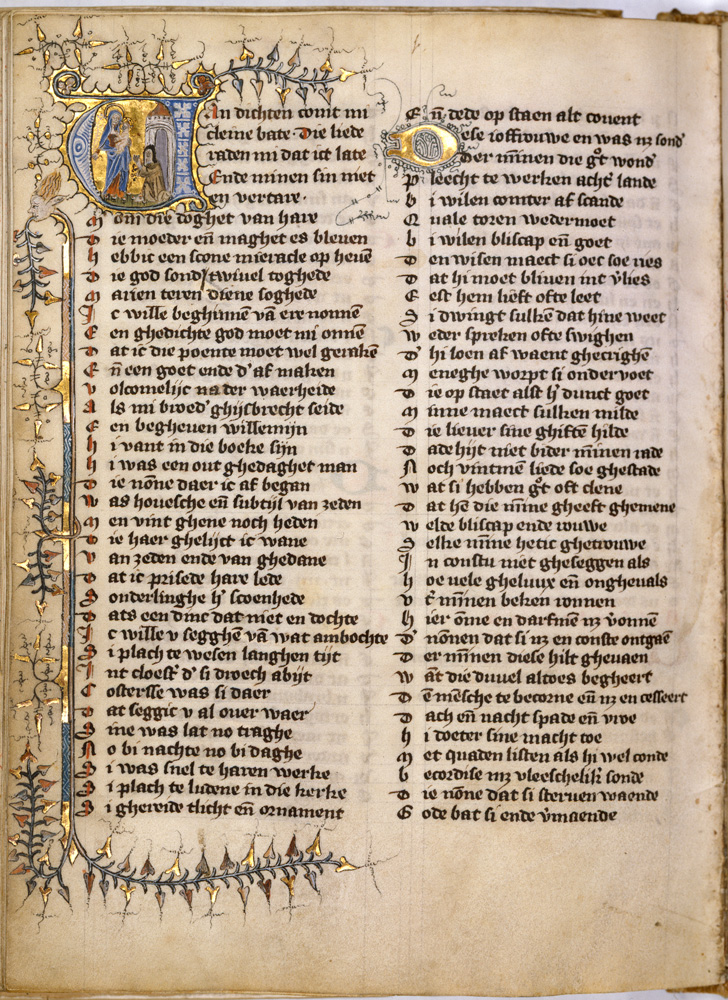
Gotisch schrift, Beatrijs-legende, Brabant ca.1374, Koninklijke Bibliotheek, Collectie Jacob Visser, 1809. - 76 E 5, fol. 47v

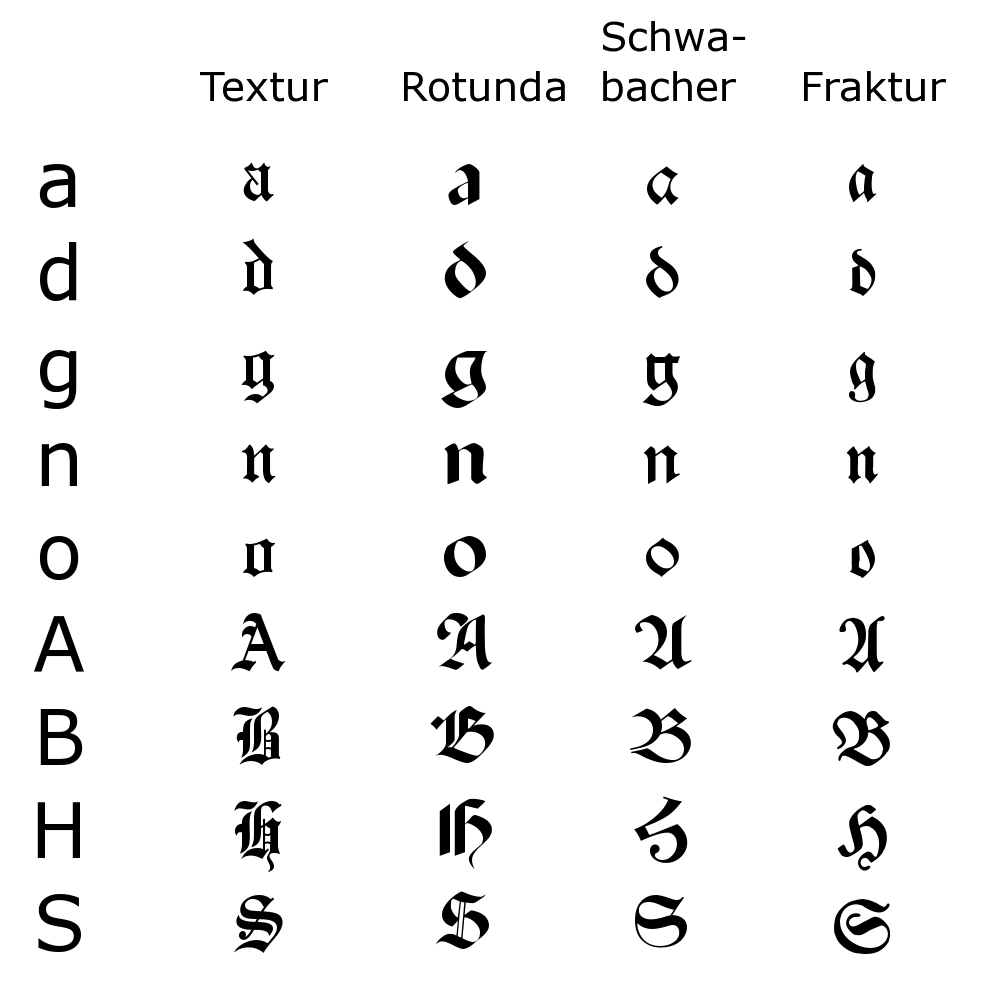
Overzicht van de verschillen tussen zogenaamde “gebroken” schrifttypes.

Gotisch schrift is een verzamelnaam voor alle boekschriften gebruikt na de Karolingische minuskel (1200) en voor het humanistisch schrift (ca. 1500). Het gotische schrift overleefde in de gotische drukletter die vooral in Duitsland werd gebruikt tot in de twintigste eeuw.

## Ontstaan
In de twaalfde en dertiende eeuw ontstonden in Europa de eerste universiteiten. Wetenschap, literatuur en kunst verlieten de kloosters en gaan binnen de stedelijke omgeving openbloeien. Via de contacten met de Arabieren in Spanje werden de Griekse wetenschap en de Griekse filosofen herontdekt. Door de universiteiten, de handel en de opkomende steden ontstond een klasse van geletterden buiten de kerk en de kloosters. De vraag naar boeken nam toe, maar ook de vraag naar boeken met profane onderwerpen zoals wetteksten, studieboeken, geschiedenis en wetenschappelijke werken, en ook de roman maakte zijn entree. Men beschikte weliswaar over de goed leesbare Karolingische minuskel, maar het schrijven ervan kostte tijd en met zijn brede lettervormen nam het schrift veel plaats op het dure perkament. Om dit probleem op te lossen werd het schrift smaller en eenvoudiger; zo ontstond het gotische boekschrift.
Het gotische boekschrift ontwikkelde zich langzaam uit de Karolingische minuskel. De handschriften uit het eerste kwart van de twaalfde eeuw verschilden niet echt van die uit de elfde eeuw. Alleen de letters werden langzaam wat dikker en robuuster geschreven en er werden steeds meer afkortingen gebruikt. Het schrift werd regelmatiger en hoekiger. De letters werden soms verbonden met dunne opgaande schuine lijnen en in de letters m en n werd de bovenste boog vervangen door hoeken. Dit schrift noemt men het protogotisch of pregotisch en het kwam voor het eerst voor in het kanselarijschrift.

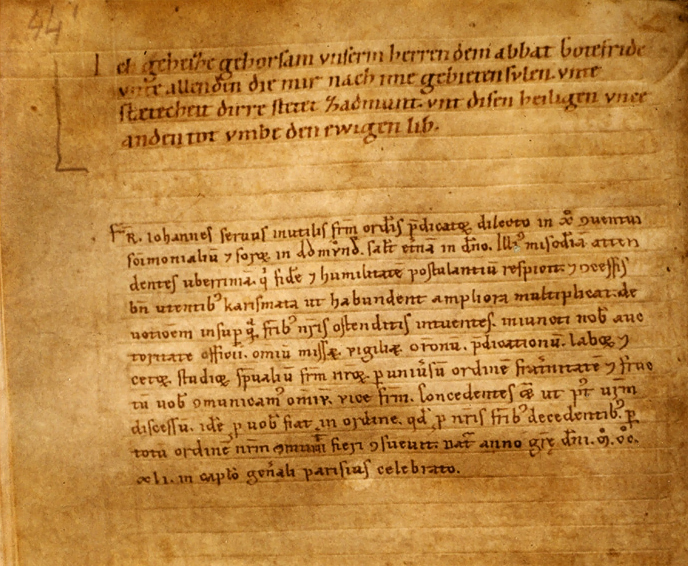
Protogotisch, De tekst van een conversen professie tussen 1138 en 1165

Gedurende de dertiende eeuw evolueerde het boekschrift naar wat men wat men de littera textualis noemt, letterlijk: 'boekschrift'. De Karolingische letters werden hoekiger en kregen de vorm van een reeks gebroken schachten.

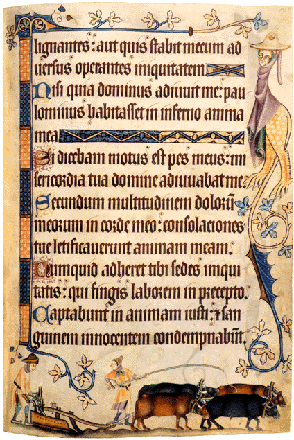
Littera textualis, voorbeeld uit de Luttrell Psalter (1320-1340)

Op het einde van de 13e, begin 14e eeuw, kan men door het opkomende staatsnationalisme een verdere diversificatie van de Gotische schrifttypes vaststellen, er ontstond een waslijst van gotische schriften en vele van die versies hadden dan nog een aantal regionale varianten.
De bekendste gotische schriften zijn:
- Het protogotische schrift
- De gothica textura (of littera textualis)
- De gothica textualis formata; de best verzorgde littera textualis
- De gothica cursiva
- De gothica rotunda
- De littera hybrida of bastarda

De eerste drukkers namen de letters uit het gotische boekschrift over. Johannes Gutenberg gebruikte de textualis voor zijn eerste Bijbel. Ook hier ontstonden snel andere varianten, zoals de schwabacher.